# Phyllotreta pusilla
Phyllotreta pusilla är en skalbaggsart som beskrevs av Horn 1889. Phyllotreta pusilla ingår i släktet Phyllotreta och familjen bladbaggar. Inga underarter finns listade i Catalogue of Life.